# Eagleville (Missouri)
Eagleville – miasto w Stanach Zjednoczonych, w stanie Missouri, w hrabstwie Harrison. W 2010 roku liczyło 316 mieszkańców.